# Copa Julio Roca 1923
Copa Julio Roca 1923 - mecz towarzyski o puchar Julio Roca po raz trzeci odbył się w 1923 roku. W spotkaniu uczestniczyły zespoły: Argentyny i Brazylii. 

## Mecze
| 9 grudnia Buenos Aires |  | Argentyna | 2 | - | 0 | Brazylia |

Triumfatorem turnieju Copa Julio Roca 1923 został zespół Argentyny.